# Neuroleon (Neuroleon) nubilatus
Neuroleon (Neuroleon) nubilatus is een insect uit de familie van de mierenleeuwen (Myrmeleontidae), die tot de orde netvleugeligen (Neuroptera) behoort. 
Neuroleon (Neuroleon) nubilatus is voor het eerst wetenschappelijk beschreven door Navás in 1912.